# Liste der denkmalgeschützten Objekte in Offenhausen (Oberösterreich)
Die Liste der denkmalgeschützten Objekte in Offenhausen enthält die 5 denkmalgeschützten, unbeweglichen Objekte der Gemeinde Offenhausen in Oberösterreich (Bezirk Wels-Land).

## Denkmäler
| Foto |                 | Denkmal                                                                                  | Standort                                          | Beschreibung | Metadaten |
| ---- | --------------- | ---------------------------------------------------------------------------------------- | ------------------------------------------------- | --- | --- |
| ja   | Datei hochladen | Sog. Pestsäule HERIS-ID: 83436 Objekt-ID: 97316                                          | Marktplatz 10, gegenüber Standort KG: Offenhausen | Der vierseitige, rund 1,5 Meter hohe Pfeiler aus Granit mit wulstartigem Gesimse und vierseitigem Pyramidenstumpf trägt ein Blechbild mit Darstellungen des Gekreuzigten mit der heiligen Maria Magdalena, dem heiligen Sebastian und dem heiligen Leonhard bzw. einer Darstellung des Gnadenstuhles mit den Heiligen Laurentius und Florian auf der Rückseite. | BDA-Hist.: Q38180618 Status: § 2a Stand der BDA-Liste: 2025-06-30 Name: Sog. Pestsäule GstNr.: 280/1                                                                                  |
| ja   | Datei hochladen | Pfarrhof HERIS-ID: 83385 Objekt-ID: 97262                                                | Marktplatz 1 Standort KG: Offenhausen             | Der einfache Bau des späten 17. Jahrhunderts besitzt einen nahezu quadratischen Grundriss mit Obergeschoß, ein doppelseitig abgewalmtes Satteldach und Fenster mit einfacher Umrahmung. | BDA-Hist.: Q38180545 Status: § 2a Stand der BDA-Liste: 2025-06-30 Name: Pfarrhof GstNr.: 202/1                                                                                        |
| ja   | Datei hochladen | Schloss Würting HERIS-ID: 38346 Objekt-ID: 37887                                         | Würting 1 Standort KG: Würting                    | → Hauptartikel : Schloss Würting f1 | BDA-Hist.: Q2244297 Status: Bescheid Stand der BDA-Liste: 2025-06-30 Name: Schloss Würting GstNr.: 203 Schloss Würting                                                                |
| ja   | Datei hochladen | Ehem. Meierhof HERIS-ID: 38347 Objekt-ID: 37888                                          | Würting 2 Standort KG: Würting                    | | BDA-Hist.: Q37980675 Status: Bescheid Stand der BDA-Liste: 2025-06-30 Name: Ehem. Meierhof GstNr.: 202/2 Schloss Würting                                                              |
| ja   | Datei hochladen | Kath. Pfarrkirche hl. Stephan und ehem. Friedhofsfläche HERIS-ID: 52453 Objekt-ID: 59286 | Marktplatz 5, gegenüber Standort KG: Offenhausen  | Die Pfarrkirche St. Stephanus ist wahrscheinlich die bedeutendste Marktkirche Oberösterreichs im Stil der Renaissance. Die einschiffige, tonnengewölbte Kirche mit eingezogenem, halbkreisförmigen Chor und Turm mit achtseitiger Zwiebelhaube und Laterne integriert vermutlich eine zweischiffige, spätgotische Kirche, die im späten 16. Jahrhundert im Renaissancestil ausgebaut wurde. Die Kirche, an deren westlichem Langhausjoch je zwei Kapellen im rechten Winkel angebaut wurden beherbergt eine einheitliche, barocke Ausstattung aus dem späten 17. Jahrhundert. Das Gemälde des Hauptaltars zeigt die Steinigung des heiligen Stephan. | BDA-Hist.: Q1664957 Status: § 2a Stand der BDA-Liste: 2025-06-30 Name: Kath. Pfarrkirche hl. Stephan und ehem. Friedhofsfläche GstNr.: 200 Sankt Stephan (Offenhausen, Upper Austria) |